# Rosenstein (Berg)

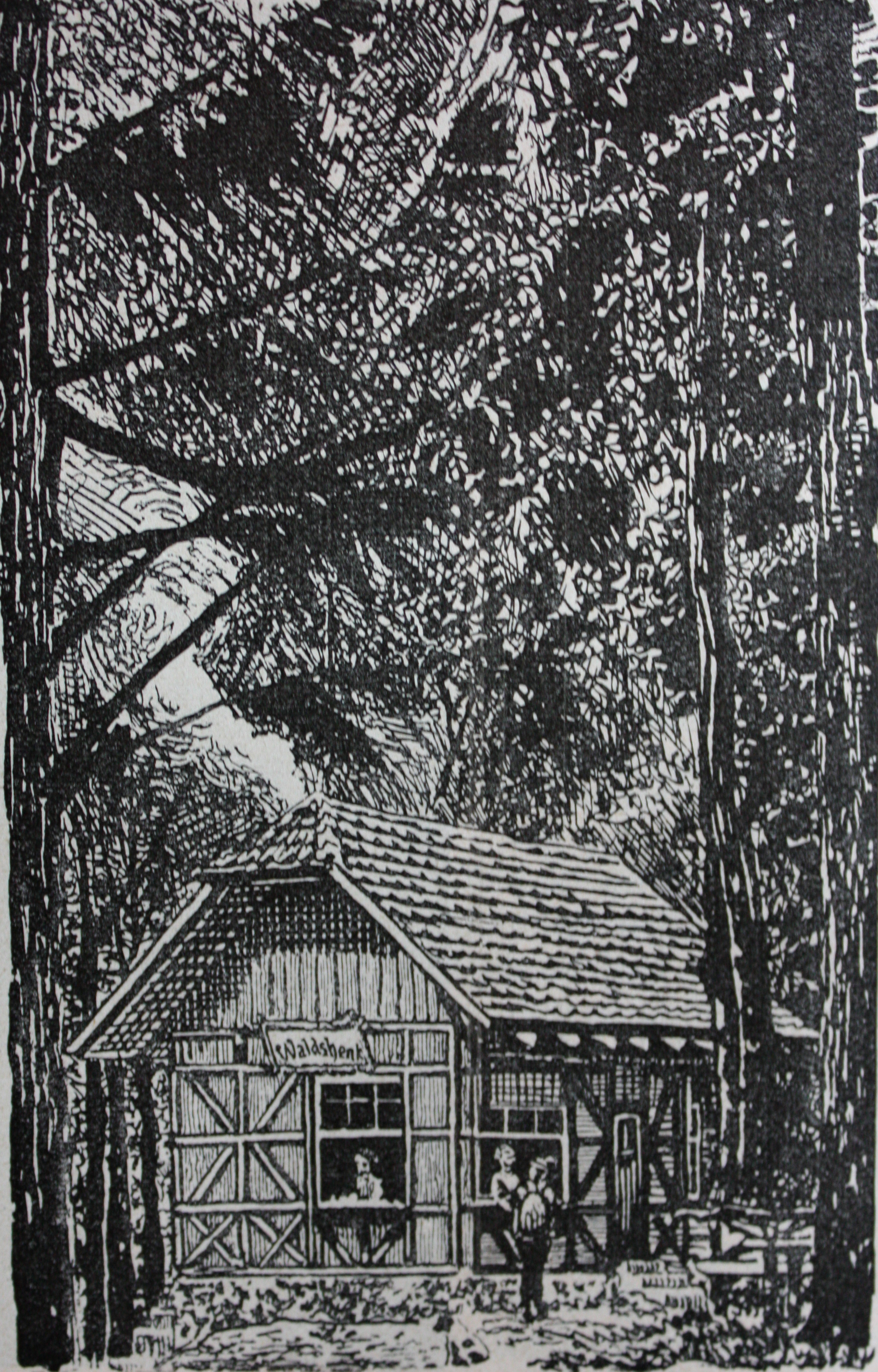
Waldschenke auf dem Rosenstein, Zeichnung aus dem Jahr 1909 vom Rosensteindoktor Franz Keller.

Der Rosenstein ist ein 735,4 m ü. NHN hoher Berg der Schwäbischen Alb oberhalb von Heubach im Ostalbkreis in Baden-Württemberg.

## Naherholung
Der Rosenstein ist ein sehr beliebtes Naherholungsgebiet. Auf dem Sattel zwischen dem Glasenberg (Fernmeldeturm) und dem eigentlichen Rosenstein liegt ein Wanderparkplatz, der von Heubach aus mit dem Pkw erreichbar ist. Am Westgipfel oberhalb der Ruine liegt ein bewirtschaftetes Restaurant mit Spielplatz und Grillmöglichkeit.
Der Rosenstein besitzt zahlreiche Aussichtspunkte über das tiefer gelegene nördliche Land. Neben der Ruine im Westen und dem Sedelfelsen im Osten bietet der nördlich vorspringende Lärmfels oberhalb der Ruine einen exponierten Aussichtspunkt mit Orientierungstafel. Bei klarer Sicht reicht der Blick von hier über den Fernsehturm Stuttgart hinaus bis zum Nordschwarzwald.
Der Fernmeldeturm Heubach verfügt über eine Aussichtsplattform, die gelegentlich öffentlich zugänglich ist.

## Naturraum
Bekannt sind auch die vielen Höhlen des Rosensteins, wie etwa die Große Scheuer, die Dreieingangshöhle, die Pliksburggrotten, das Dampfloch, das Fuchsloch, das Haus, der Sandburrenschacht und das Finstere Loch. Diese Höhlen sind zumindest im Sommer größtenteils frei begehbar. Insgesamt sind am Rosenstein über 40 Höhlen bekannt.
Die Ostseite des Rosensteins wurde durch Verordnung des Regierungspräsidiums Stuttgart vom 30. Januar 1981 mit der Schutzgebiets-Nummer 1086 als Naturschutzgebiet Rosenstein ausgewiesen. Das Gebiet hat eine Fläche von 22,0 Hektar. Schutzzweck ist die Erhaltung und Förderung der dort vorkommenden Pflanzen- und Tiergesellschaften sowie die Schaffung eines Regenerationsraumes für besonders bedrohte Tierarten.

## Geschichte
Infolge seiner exponierten Lage als Vorsprung des Albtraufs hat der Rosenstein von jeher große strategische Bedeutung, was die Siedlungsgeschichte eindrucksvoll belegt. Werkzeugfunde in den Höhlen am Rosenstein datieren zurück bis in die Altsteinzeit. Fundort ist die Kleine Scheuer, eine Höhle an der südwestlichen Kante des Rosensteins, wo man bei Grabungen im 20. Jahrhundert auf Artefakte aus dem Magdalénien und aus dem Aurignacien stieß.
Während der vorrömischen Eisenzeit wurde auf dem Rosenstein-Massiv eine Befestigungsanlage errichtet, von der noch die Reste von vier Wallanlagen zum Teil aus keltischer Zeit sichtbar sind. Sie ist seit 2016 Gegenstand archäologischer Untersuchungen.
Über dem Westfels stehen die Überreste einer mittelalterlichen Burg, die Burgruine Rosenstein.

## Sport
Bei Kletterern hat der Rosenstein infolge seiner bis zu vierzig Meter hohen Felswände überregionale Bedeutung.
Für Wanderer liegt der Rosenstein am Schwäbische-Alb-Nordrand-Weg, dem Hauptwanderweg 1 des Schwäbischen Albvereins.
Zugleich ist der Rosenstein ein beliebtes Revier für Mountainbike-Fahrer. An der Südwestseite findet jedes Jahr ein Rennen der Mountainbike-Bundesliga statt.
Die Stadt Heubach veranstaltet am Rosenstein das Mountainbike-Festival „Bike the Rock“.

## archaeopfad Rosenstein

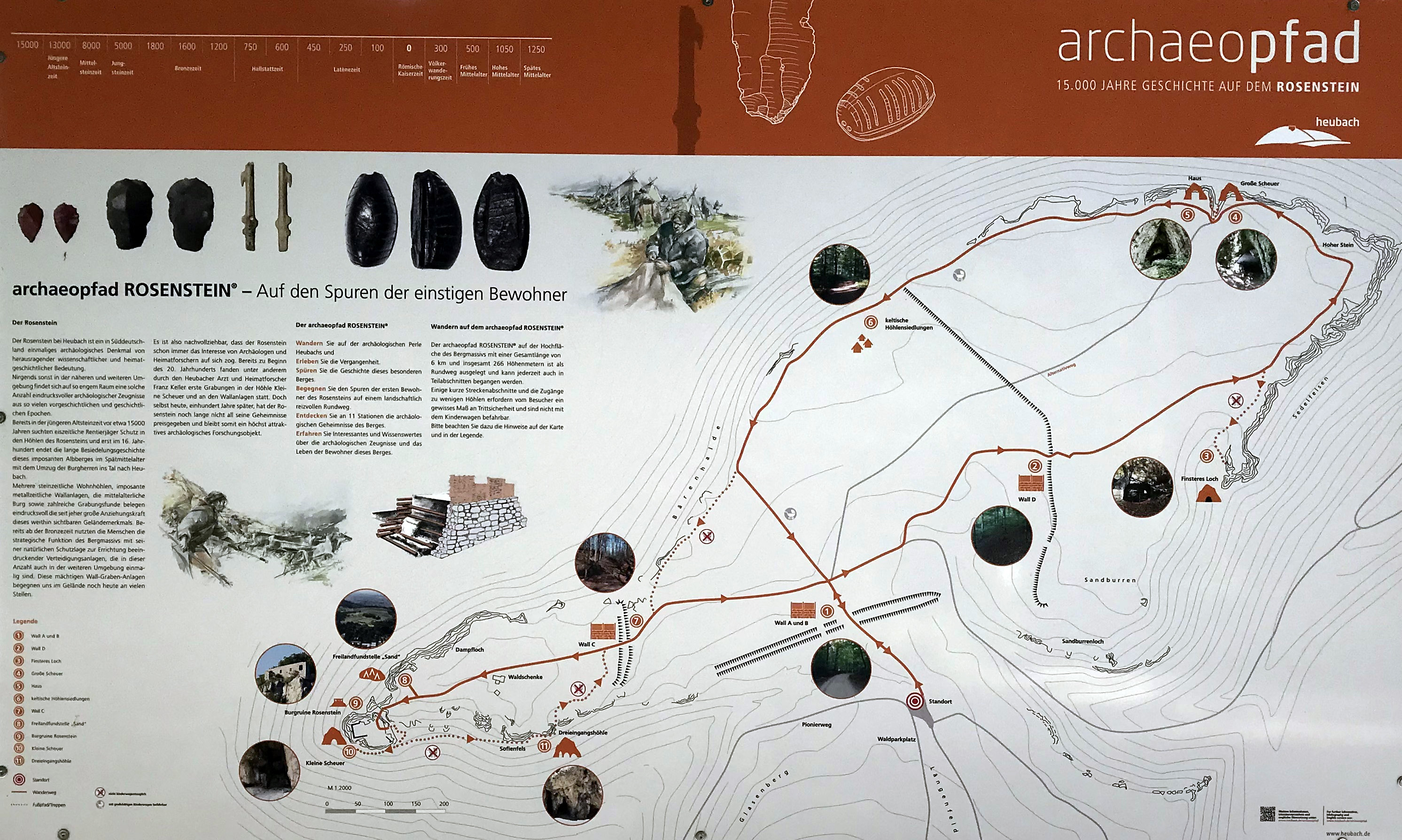
archaeopfad Rosenstein

Im Juni 2018 wurde der „archaeopfad Rosenstein“ eingeweiht. Dieser rund sechs Kilometer lange Lehrpfad beginnt am Wanderparkplatz auf dem Rosenstein. Er informiert an elf Stationen mit Schautafeln über 15.000 Jahre Siedlungsgeschichte auf dem Rosenstein von der Steinzeit über die Metallzeit bis ins Mittelalter. Zwischen Station 7 und 8 liegt die „Waldschenke Rosenstein“.
| Nr. | Station                                                | Bild |
| 1   | Wallanlage A und B                                     |      |
| 2   | Wallanlage D                                           |      |
| 3   | Finsteres Loch                                         |      |
| 4   | Große Scheuer                                          |      |
| 5   | Haus                                                   |      |
| 6   | Keltische Höhensiedlungen                              |      |
| 7   | Wallanlage C                                           |      |
| 8   | Lärmfels mit Blick auf die Steinzeit-Fundstelle „Sand“ |      |
| 9   | Burgruine Rosenstein                                   |      |
| 10  | Kleine Scheuer                                         |      |
| 11  | Dreieingangshöhle                                      |      |

## Galerie

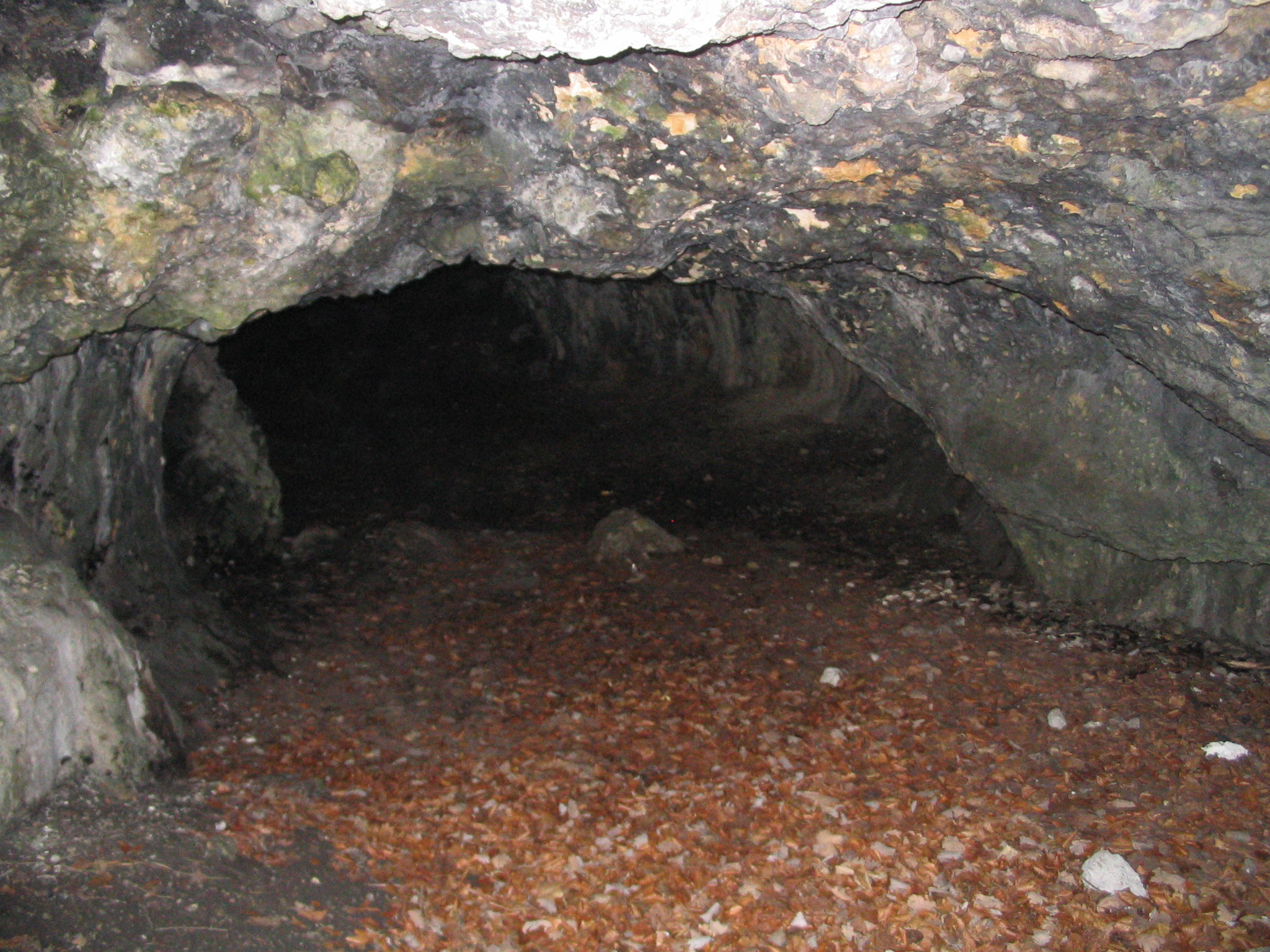
Höhle „Finsteres Loch“
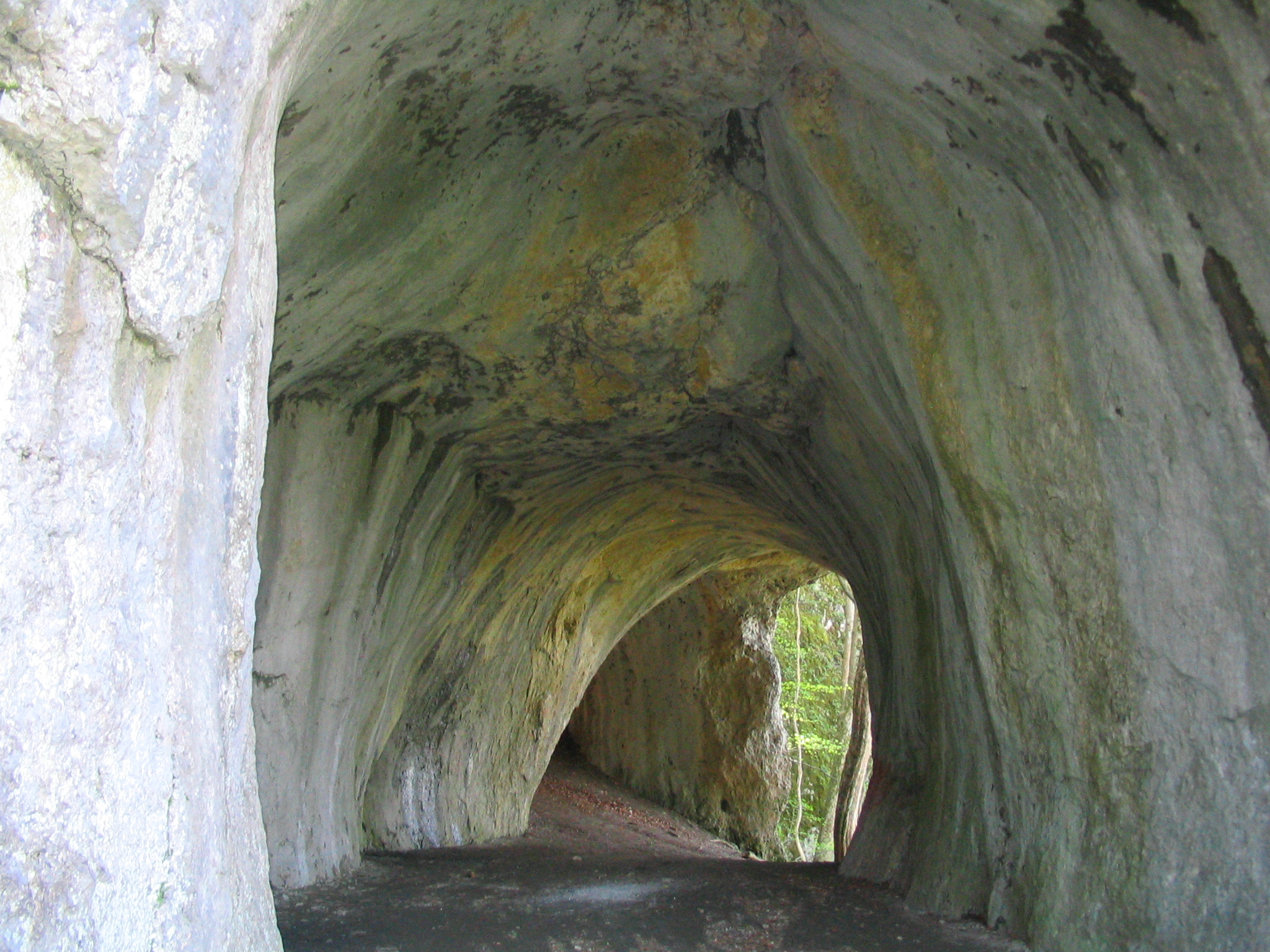
Höhle „Große Scheuer“
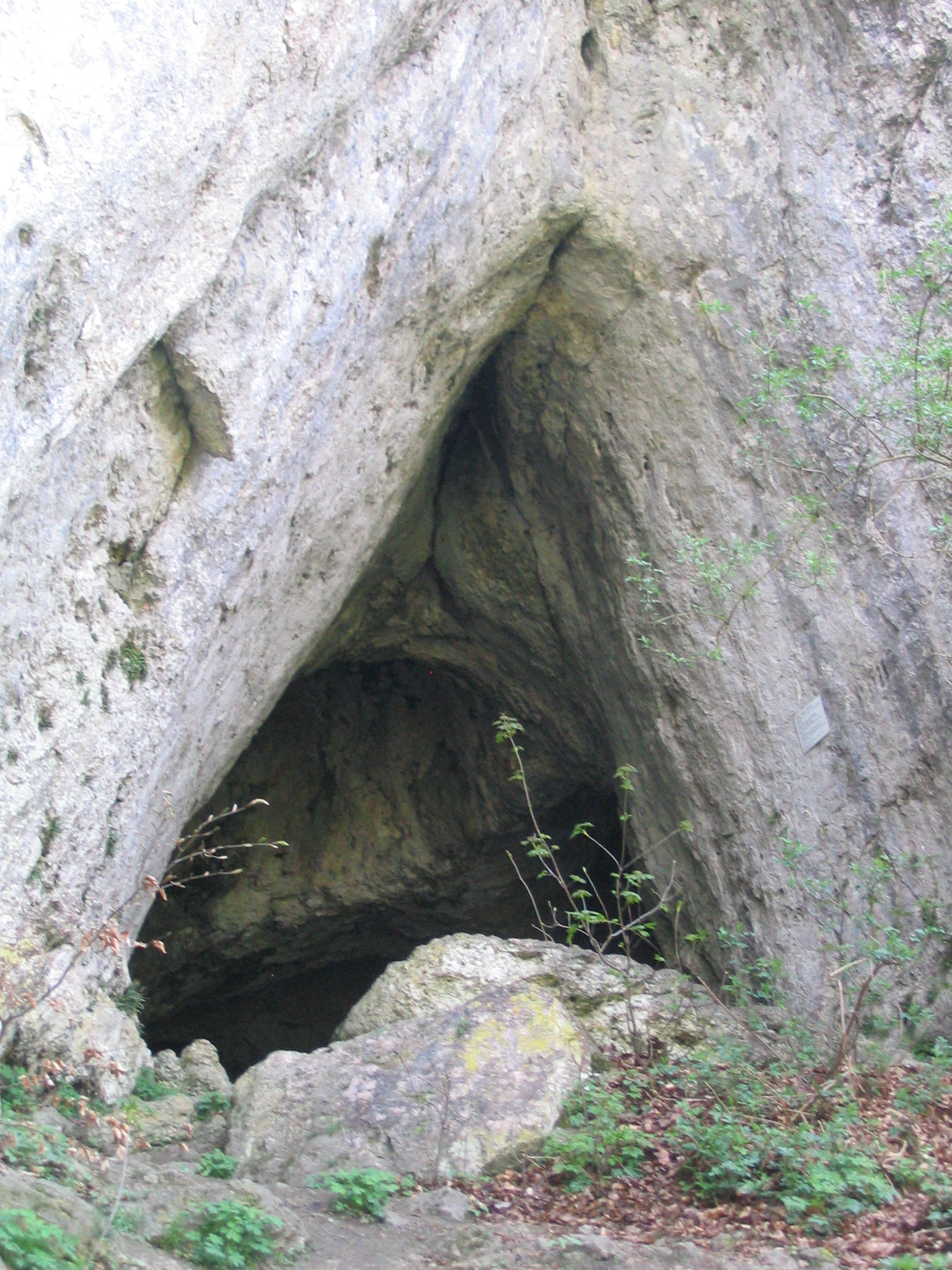
Höhle „Haus“
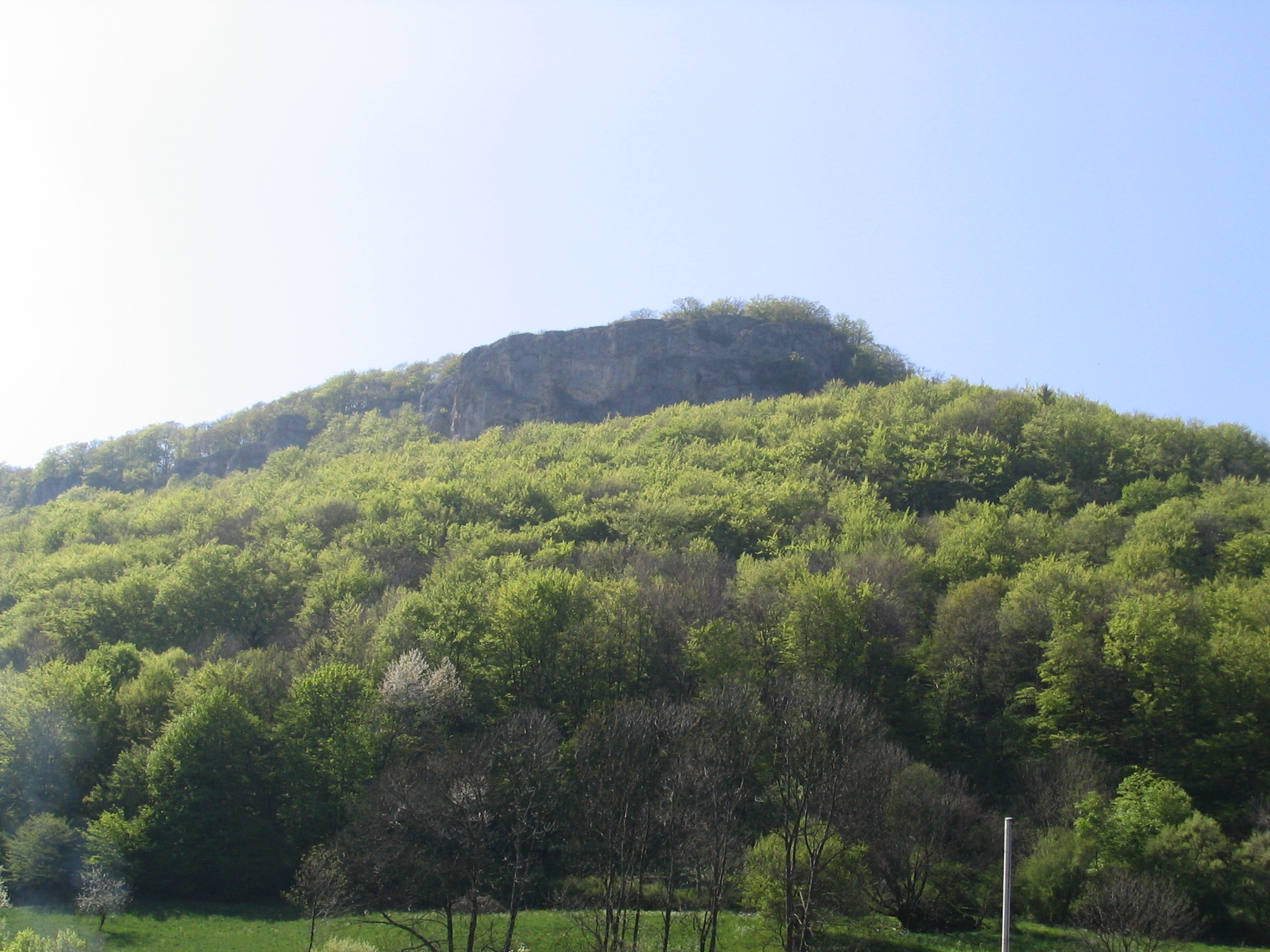
Ostseite des Rosensteins: Sedelfelsen
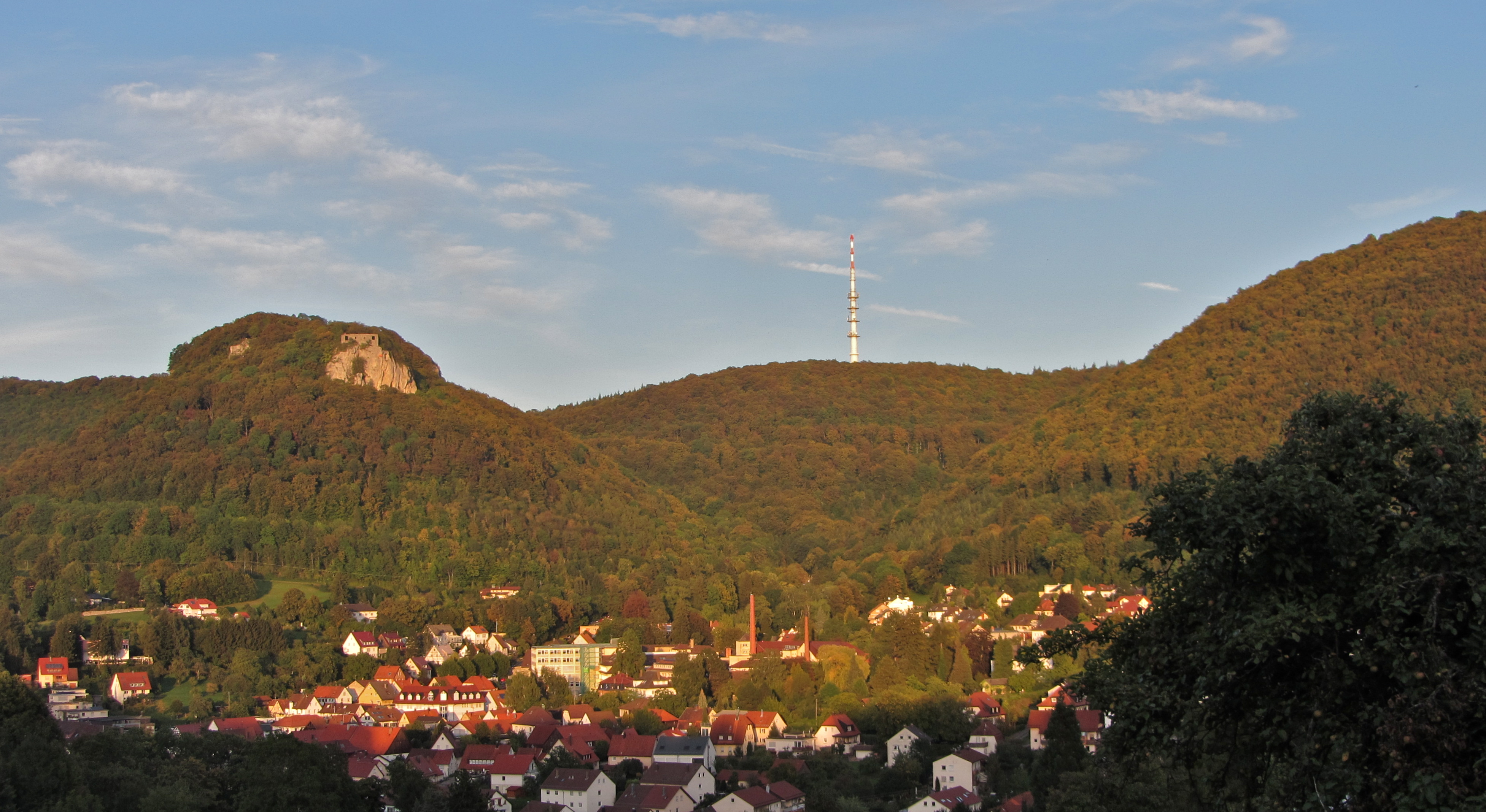
Ruine Rosenstein und Stadt Heubach
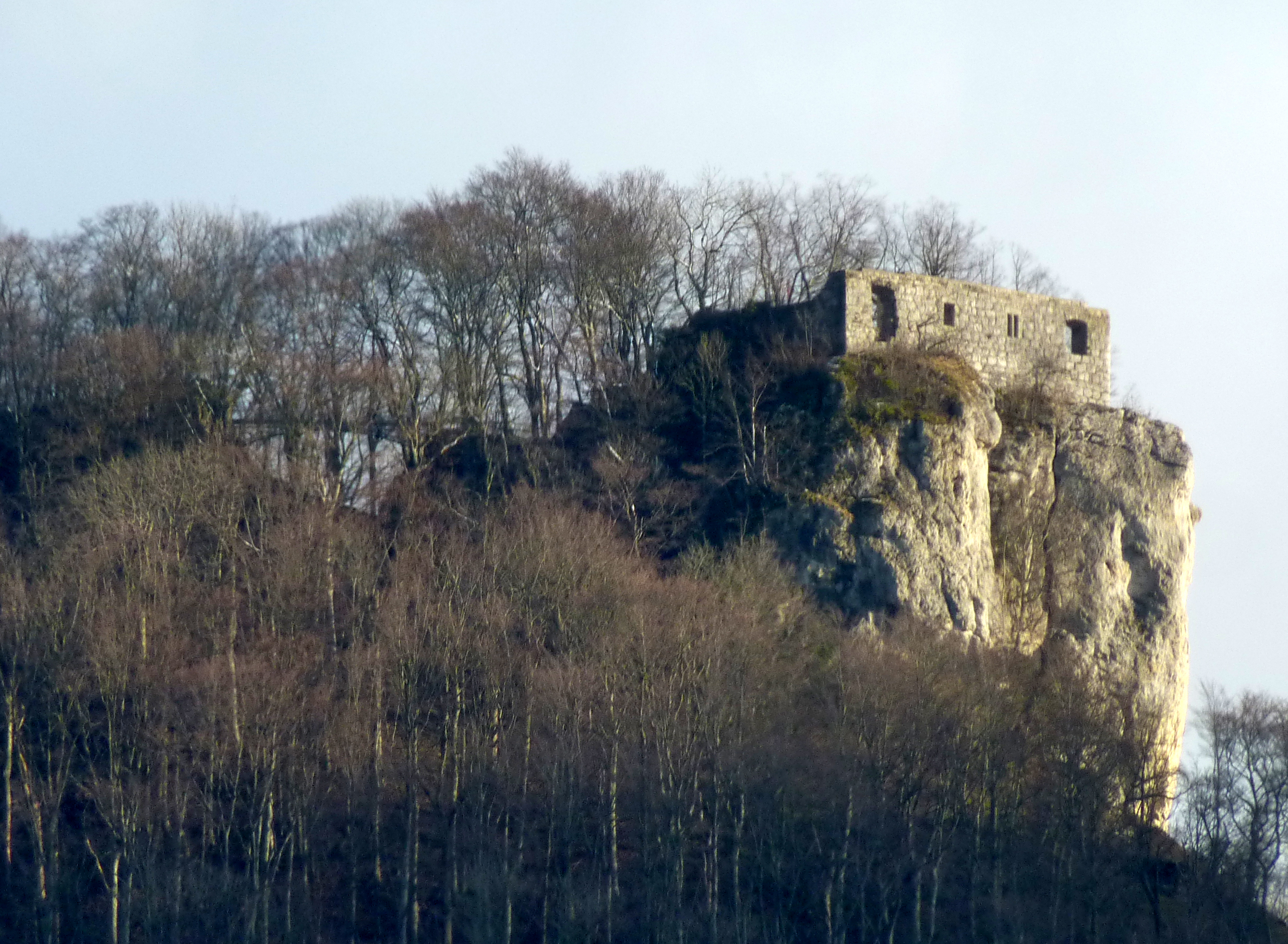
Ohne Laub erkennt man im Winter die Spornlage mit dem natürlichen Halsgraben der Ruine Rosenstein
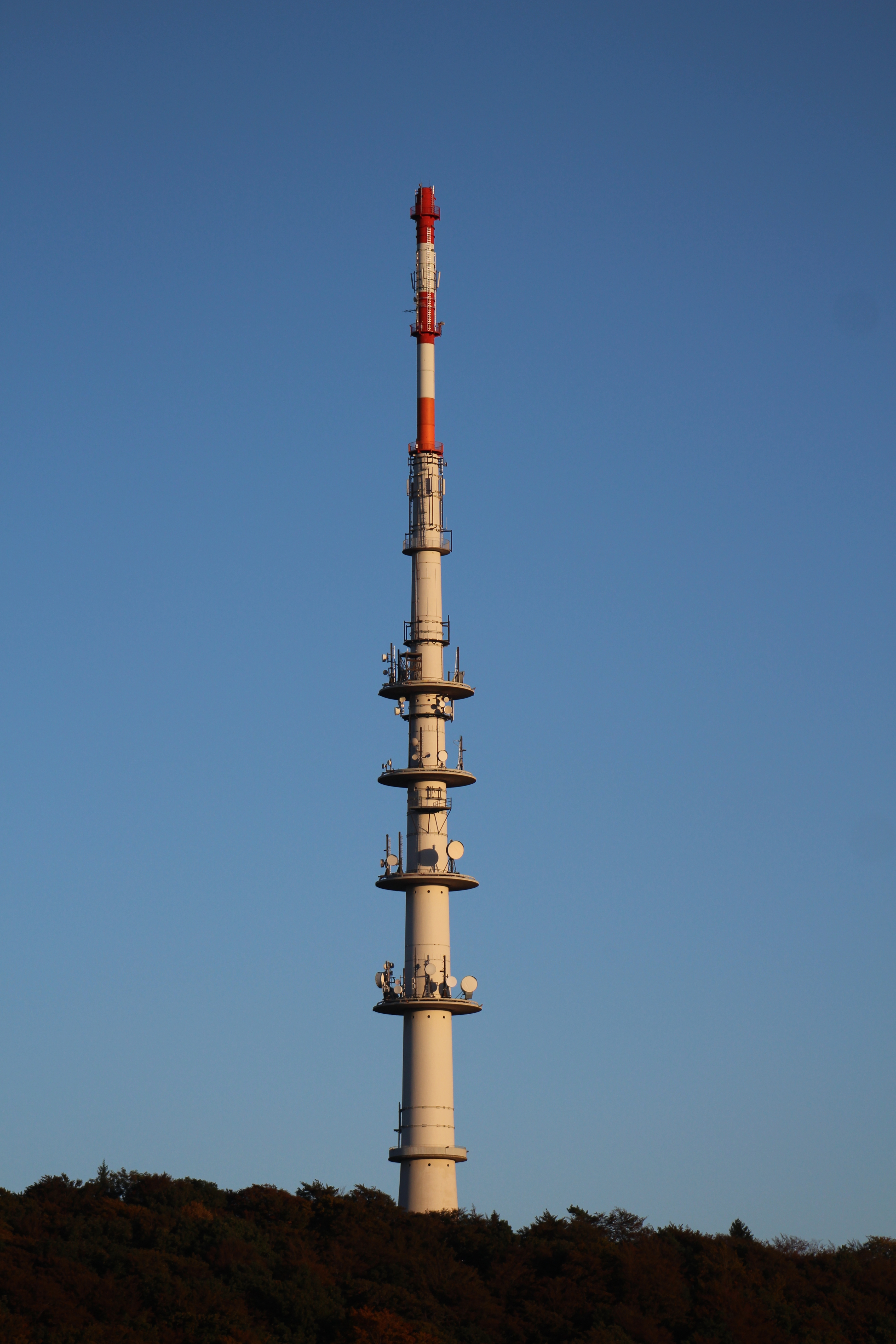
Fernmeldeturm Heubach